# Dieter Flimm
Dieter Flimm (Bonn, 9 april 1939 - Keulen, 23 juli 2002) was een Duitse muzikant, architekt en designer, toneeldecorateur, scenograaf en regisseur, componist en leraar aan een hogeschool.

## Carrière
Dieter Flimm, de twee jaar oudere broer van de theater-, film- en opera-regisseur Jürgen Flimm, groeide op in Keulen, studeerde architectuur aan de RWTH in Aken en en passant drums aan de Rheinische Musikhochschule. In 1968 richtte hij na het behalen van zijn diploma een architectenbureau op en werd zowel als architect als ook als jazzdrummer bekend via festivals en concerttournees. In 1972 was hij lid van de Planungsgruppe Stieldorf in het team voor de nieuwbouw van de kantoren van de bondskanselier in Bonn. Tijdens deze periode ontstond de vriendschap met zijn collega Wolf Nöhren. Vanaf 1974 was Flimm uitgebreid bezig als podiumdecorateur en kreeg opdrachten bij de theaters in München, Zürich, Bremen, Hamburg en Keulen. Hij leidde zijn bureau in Keulen-Dellbrück uitsluitend als productie-designer. Er volgde een oproep naar Karlsruhe aan de Technische Universiteit voor een onderzoeksgesprek.
Verder was Flimm toneelbouwer bij tv-series en speelfilms, onder andere van Reinhard Hauff, Jérôme Savary, Luc Bondy, Jürgen Flimm, Jean-Michel Ribes, Peter Zadek en verstrekker voor de Duitse tv-prijs Telestar en de Europese filmprijs Felix. Flimm schiep ongeveer 200 voorzieningen voor toneel, opera, film en televisie in Europa en de Verenigde Staten.
In 1978/1979 formeerde hij de jazzrock-formatie Ocean Orchestra en produceerde hij Herbert Grönemeyers eerste lp. Flimm speelde ook als gast bij Peter Herbolzheimer, Manfred Schoof, Klaus Doldinger en Volker Kriegel.
In het jaar voor de Duitse hereniging in 1989 was Dieter Flimm auteur, regisseur, toneeldecorateur, choreograaf en producent van de muziekrevue Deutschlandlied met 100 voorstellingen in Keulen en daarna tournee-inrichter van Marius Müller-Westernhagen en Herbert Grönemeyer. Er volgden openlucht-theaterprojecten aan het Rijn-Hernekanaal en bij de Bundesgartenschau in Gelsenkirchen.
Vanaf de jaren 1990 was hij overwegend werkzaam als leraar aan een hogeschool, aan de RWTH in Aken en de Ruhr-Universität Bochum in de nieuw gestichte studierichting Raumszenarien. In 1955 werd hij benoemd tot professor voor media-design in Hannover (tegenwoordig vakgebied Szenische Künste aan de universiteit in Hildesheim) en was hij gastprofessor aan de Hochschule für Film und Fernsehen in Potsdam-Babelsberg.

## Overlijden
Dieter Flimm overleed op 23 juli 2002 op 63-jarige leeftijd in Keulen aan de gevolgen van longkanker.
- Gemeinsame Normdatei: 131556509
- International Standard Name Identifier: 0000 0003 7205 8458
- RKD-Nederlands Instituut voor Kunstgeschiedenis: 293880
- Virtual International Authority File: 20820146
- WorldCat: E39PBJvXkdm6vYWMx8JYbp9VYP